# Doroteo de Gaza
Doroteo de Gaza o de Palestina, también conocido como Abba Dorotheus –Δωρόθεος– y Doroteo el eremita (Palestina, 505 - Kemet, cerca de Gaza, 565 o 620) fue un monje y archimandrita palestino, venerado como santo por varias confesiones cristianas.

## Biografía
Tradicionalmente se le considera discípulo de Juan de Gaza, llamado el Profeta, que le curó de una enfermedad que sufrió durante años. Ingresó en el monasterio basilio de Abba Serid (o Abba Sveridus), cerca de Gaza, bajo la tutela de Barsanufio de Palestina y Juan. Hacia el 540 fundó un monasterio propio, ejerciendo el cargo de abad. Escribió una regla para los monjes, conservadas en parte con el título Directrices de aprendizaje espiritual. Fue maestro de Dositeo de Gaza.
Escribió una obra en tres libros sobre pasajes poco claros del Antiguo y Nuevo Testamento, que en realidad son una compilación de las obras de Gregorio Magno, además de cartas y sermones recogidos en la colección Sermones de vita rectae instituenda.
La Iglesia ortodoxa lo considera santo con el nombre de Doroteo Eremita de Kemet, como también hace la Iglesia católica. Las dos denominaciones celebran su festividad el 5 de junio, según el calendario gregoriano, o el 18 de junio (fecha correspondiente en el calendario juliano) en los lugares de Oriente que siguen el calendario antiguo. Junto a Dositeo, es venerado también el 13 de agosto.